# Vegyes választási rendszer
A vegyes választási rendszer a választási rendszerek olyan fajtája, amely kombinálja a (általában helyi, egyéni választókerületi alapú) többségi és az (általában országos szinten alkalmazott, pártlistás) arányos képviselet elveit. 
A legjelentősebb vegyes választási rendszerek közé tartozik a vegyes arányos képviselet (MMP) és az árokrendszer, amely utóbbit vegyes többségi (MMM), továbbá párhuzamos szavazás (angolul parallel voting) néven is ismerik. A vegyes arányos rendszerek általában arányos választási eredményeket szülnek, ami azt jelenti, hogy a szavazatok n%-át elnyerő politikai párt a mandátumok nagyjából n%-át kapja meg. Az árokrendszer általában félarányos eredményeket produkál: arányosabb, mint egy tisztán többségi rendszer, de kevésbé arányos, mint az MMP rendszer. Mind az árokrendszer, mind az MMP kétféle képviselői mandátumot eredményez: az egyik a pluralitás/többségi, a másik pedig a listás ághoz kapcsolódik.
A jelenlegi magyar vegyes választási rendszer se nem vegyes arányos, se nem árokrendszer, hanem egy korlátozottan kompenzatórikus töredékszavazat-visszaszámláló vegyes rendszer.

## Kompenzációs/nem kompenzációs mandátumkiosztás
A vegyes rendszereken belül a két fő csoportot különböztetnek meg: a kompenzációs rendszereket és a nem kompenzációs rendszereket (azaz árokrendszereket). Mindkét típusú rendszerben a mandátumok egy részét lokális többségi módszerrel osztják ki. A fennmaradó mandátumokat a politikai pártok között arányos módszerrel osztják fel, például a D’Hondt-módszerrel. A árokrendszerekben (nem kompenzációs rendszerekben) amelyeket ezért párhuzamos rendszereknek is neveznek, az arányos allokációt a többségi komponens eredményétől függetlenül hajtják végre. A vegyes kompenzációs rendszerekben a PR-ülések kiosztását úgy módosítják, hogy (legalább részlegesen) kompenzálják a többségi komponens okozta aránytalanságot.
Massicotte következő hipotetikus példája  szemlélteti a különbséget aközött, ha a listás mandátumokat kompenzációval vagy anélkül osztják ki. A példa egy 200 fős törvényhozó testületet feltételez, ahol 100 helyet egyszerű többségi rendszerrel töltenek be, a többi 100 helyet pedig egy arányos formula alapján ítélik oda a pártoknak. Az alábbi táblázat listás szavazatok és az egyéni körzetek eredményét tartalmazza. Az egyes pártok számára kiosztott listás mandátumok száma a kompenzáció igénybevételétől függ.
| Pártok   | Listás eredmény | Egyéni körzetek | Listás mandátumok | Összes mandátum (egyéni + listás) |
| -------- | --------------- | --------------- | ----------------- | --------------------------------- |
| A párt   | 44%             | 65              | ?                 | ?                                 |
| B párt   | 40%             | 34              | ?                 | ?                                 |
| C párt   | 10%             | 1               | ?                 | ?                                 |
| D párt   | 6%              | 0               | ?                 | ?                                 |
| Összesen | 100%            | 100             | 100               | 200                               |

Kompenzáció nélkül mindegyik párt elnyeri arányos részét a listás mandátumokból. Azonban, mint az alábbiakban látható, az összes mandátum (egyéni + listás) nem arányos a listás eredménnyel. Az A párt a listás eredmény alapján csak kis mértékben múlta felül a B pártot, de az egyéni körzetekben elért sikerének köszönhetően lényegesen több mandátumot kapott.
| Pártok   | Listás eredmény | Egyéni körzetek | Listás mandátumok | Összes mandátum (egyéni + listás) |
| -------- | --------------- | --------------- | ----------------- | --------------------------------- |
| A párt   | 44%             | 65              | 44                | 109 (az összes mandátum 54%-a)    |
| B párt   | 40%             | 34              | 40                | 74 (az összes mandátum 37%-a)     |
| C párt   | 10%             | 1               | 10                | 11 (az összes mandátum 6%-a)      |
| Párt D   | 6%              | 0               | 6                 | 6 (az összes mandátum 3%-a)       |
| Összesen | 100%            | 100             | 100               | 200                               |

Ha azonban a PR-helyeket teljes mértékben kompenzáló módon osztják ki, akkor az egyes pártok számára kiosztott mandátumok összlétszáma arányos listás eredménnyel. Amint az alább látható, a B párt az egyéni körzetek 34%-át szerzi meg, az listás mandátumok 46%-át megkapja, végül pedig a mandátumok 40%-át kapja meg (ugyanannyit, mint a listás eredmény szerinti részesedése).
| Pártok   | Listás eredmény | Egyéni körzetek | Listás mandátumok | Összes mandátum (egyéni + listás) |
| -------- | --------------- | --------------- | ----------------- | --------------------------------- |
| A párt   | 44%             | 65              | 23                | 88 (az összes mandátum 44%-a)     |
| B párt   | 40%             | 34              | 46                | 80 (az összes mandátum 40%-a)     |
| C párt   | 10%             | 1               | 19                | 20 (az összes mandátum 10%-a)     |
| Párt D   | 6%              | 0               | 12                | 12 (az összes mandátum 6%-a)      |
| Összesen | 100%            | 100             | 100               | 200                               |

A gyakorlatban a kompenzációs mandátumkiosztást bonyolítja az a lehetőség, hogy egy vagy több párt annyi mandátumot szerez a többségi komponens alatt, hogy a listás mandátumok száma nem elegendő a teljesen arányos eredmény eléréséhez. Egyes vegyes kompenzációs rendszerekben vannak szabályok, amelyek úgy kezelik ezeket a helyzeteket, hogy a következő választásokig további listás mandátumokat adnak hozzá testület létszámához.
A kompenzáció két gyakori módja az mandátumok összekapcsolásával történő (angolul seat linkage) kompenzáció  és a szavazatösszeköttetéssel (angolul vote linkage) történő kompenzáció (avagy töredékszavazatátvitel). A kompenzáció történhet azonos szavazatok alapján (a szavazók egy helyi jelöltre és arra a pártra szavaznak, amelyhez a jelölt tartozik), vagy egy második listás szavazat alapján.

## Vegyes rendszerek típusai
| Vegyes jellegű rendszerek            | egyszavazatos vegyes rendszerek | kétszavazatos vegyes rendszerek |
| ------------------------------------ | --- | --- |
| Mandátum-kapcsolat alapú kompenzáció | MSV, avagy egyszavazatos vegyes arányos rendszerek | MMP, avagy vegyes arányos rendszer (és az Egyesült Királyságban ismert félarányos verziója, az AMS) AV+ ("alternatív szavazat plusz")                                                                   |
| Szavazat-kapcsolat alapú kompenzáció | MSV, avagy egyszavazatos vegyes félarányos rendszerek (más néven töredékszavazat-visszaszámláló rendszerek) DMP (kéttagú arányos képviseleti rendszer) | Hibridek (MSV+árokrendszer): - Pozitív töredékszavazatok: a magyar (országgyűlési) rendszer - Negatív töredékszavazatok: az olasz rendszer (Scorporo) MBTV (vegyes átruházható preferenciális szavazat) |
| Kompenzáció nélküli rendszerek       | kvázi-árokrendszer | árokrendszer (párhuzamos szavazás) |

### Árokrendszer
Az árokrendszer, avagy párhuzamos szavazás egy vegyes, nem kompenzációs rendszer, amelynek két képviselői szintjei vannak: az egytagú körzeti képviselők egy többségi módszerrel (például egyfordulós, egyéni körzetekben) megválasztott szintje, valamint egy külön, arányos módszerrel megválasztott regionális vagy országos képviselők szintje (általában listás rendszerrel). Számos országban, köztük Japánban, Dél-Koreában, Tajvanon és Oroszországban használják az törvényhozás első kamarájának választásához (alsóházhoz).

### Vegyes arányos képviseleti rendszer (MMP)
A párhuzamos szavazáshoz hasonlóan az MMP-nek is vannak körzeti képviselői, amelyeket jellemzően az egyéni körzetekben választanak meg, és listás ágon választott regionális vagy nagy képviselők. A párhuzamos szavazással ellentétben az MMP egy vegyes kompenzációs rendszer, vagyis a listás mandátumok kiosztása a körzeti szint okozta aránytalanságot korrigálja. Az MMP-t Németország, Bolívia, Lesotho és Új-Zéland használja. Az Egyesült Királyság egyes részein (Skóciában és Walesben) használt MMP-változatok (amit helyben additonal member systemnek hívnak) általában csak mérsékelten arányos választási eredményeket produkálnak.

### Készavazatos töredékszavazat-visszaszámláló rendszerek, scorporo
A Scorporo az MMP-hez hasonló kétszintű vegyes rendszer, amelyben a választók két szavazatukkal rendelkeznek (egy helyi jelöltre, egy pártlistára), de egymandátumú körzet miatti aránytalanság (részleges) kompenzációja töredékszavazati mechanizmuson keresztül történik. A kerületi győztes jelöltek megválasztásában döntő jelentőségű szavazatokat levonják a listás szavazatokéből, ezért a scorporo által alkalmazott módszert negatív szavazatátviteli rendszernek nevezik. A rendszert Olaszországban 1993-tól 2005-ig használták, Magyarországon jelenleg egy módosított változatát. A scorporóval ellentétben a magyar verzió pozitív szavazatátviteli rendszert alkalmaz, amelyben a pártlistás szavazás eredményéhez hozzáadják a mandátumokat nem eredményező szavazatokat (beleértve a az egyéni nyertesek többletszavazatait is), ebből a szempontból a rendszer a párhuzamos szavazás és az egyszavazatos töredékszavazat-visszaszámláló rendszer.

### Egyszavazatos töredékszavazat-visszaszámláló rendszerek
Vannak olyan vegyes rendszerek, amelyek csak egyetlen szavazatot használnak, amely egyrészt egy egyéni körzeti szavazatként, másrészt a kompenzációs szinten töredékszavazatként is érvényesülnek. Az vegyes arányos rendszerekhez és az árokrendszerekhez hasonlóan az eredmény arányossága a pontos paraméterektől függ egy ilyen rendszernél, de abban különbözik, hogy szavazat-összekapcsolást (töredékszavazati rendszert) alkalmaznak a mandátumkapcsolat helyett, és nem lehetséges külön pártlistás szavazatot leadni. A rendszert jelenleg Magyarországon használják egyes önkormányzati választásokon, illetve módosított formában országos választásokon is (egy összetettebb vegyes rendszer részeként párhuzamos szavazással kombinálva).

## Vegyes rendszerek használata
Az alábbi táblázat azokat az országokat sorolja fel, amelyek vegyes választási rendszert alkalmaznak a törvényhozás első kamarájaként. Az együttélésen alapuló hibrid rendszerekkel rendelkező országok kikerültek a táblázatból, csakúgy, mint azok az országok, amelyek két pluralitási/majoritárius rendszert kevernek. (Lásd még a választási rendszerek országonkénti teljes listáját.)

### Európa
| Ország       | Vegyes rendszer típusa |
| ------------ | --- |
| Andorra      | árokrendszer |
| Görögország  | Többségi bónusz[forrás?] |
| Magyarország | Kétszavazatos pozitív töredékszavazat-visszaszámláló (részlegesen kompenzációs, félarányos) rendszer (legutóbbi választás: 2018) |
| Olaszország  | árokrendszer |
| Litvánia     | árokrendszer |
| Monaco       | árokrendszer |
| Oroszország  | árokrendszer |
| San Marino   | Többségi bónusz |
| Skócia       | additional member system, MMP típusú félarányos rendszer                                                                         |
| Ukrajna      | árokrendszer |
| Wales        | additional member system, MMP típusú félarányos rendszer                                                                         |

### Egyéb országok
| Ország             | Vegyes rendszer típusa [forrás?] |
| ------------------ | --- |
| Grúzia             | árokrendszer |
| Guinea             | árokrendszer |
| Hong Kong          | árokrendszer |
| Japán              | árokrendszer |
| Jordánia           | árokrendszer |
| Lesotho            | Egyszavazatos vegyes arányos képviseleti rendszer |
| Mauritánia         | árokrendszer |
| Mexikó             | árokrendszer |
| Mongólia           | árokrendszer |
| Marokkó            | árokrendszer |
| Nepál              | árokrendszer |
| Új Zéland          | Vegyes arányos képviseleti rendszer |
| Fülöp-szigetek     | árokrendszer |
| Szenegál           | árokrendszer |
| Seychelle-szigetek | árokrendszer |
| Dél-Korea          | árokrendszer és additional member system (az MMP félarányos változata) kombinácója                                                                                |
| Sri Lanka          | árokrendszer |
| Tajvan             | árokrendszer |
| Tádzsikisztán      | árokrendszer |
| Tanzánia           | árokrendszer |
| Thaiföld           | Egyszavazatos vegyes arányos képviseleti rendszer (2019), 2001-2014 között árokrendszer, következő választásokon (várhatóan legkésőbb 2023-ban) újra árokrendszer |
| Venezuela          | árokrendszer |
| Zimbabwe           | árokrendszer |

### Korábbi használat
| Ország       | Vegyes rendszer típusa                         |
| ------------ | ---------------------------------------------- |
| Örményország | árokrendszer 2012-ig, azóta pártlistás arányos |

## Fordítás
Ez a szócikk részben vagy egészben  a   Mixed electoral system című angol Wikipédia-szócikk ezen változatának fordításán alapul.  Az eredeti cikk szerkesztőit annak laptörténete sorolja fel. Ez a jelzés csupán a megfogalmazás eredetét és a szerzői jogokat jelzi, nem szolgál a cikkben szereplő információk forrásmegjelöléseként.